# ميدالية حملة العراق

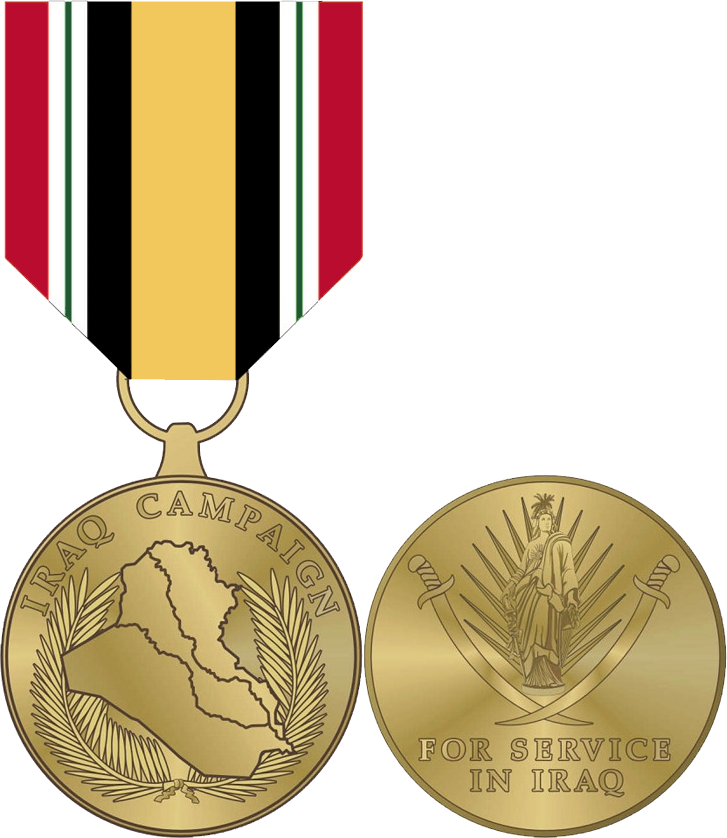

ميدالية حملة العراق (بالإنجليزية: Iraq Campaign Medal)‏ هي جائزة عسكرية للقوات المسلحة الأمريكية تم إنشاؤها بموجب الأمر التنفيذي 13363 للرئيس الأمريكي جورج دبليو بوش في 29 نوفمبر 2004، وأصبحت متاحة للتوزيع العام في يونيو 2005. الميداليات صممها معهد شعارات النبالة التابع للجيش الأمريكي وتم منحها خلال حرب العراق، من 19 مارس 2003 إلى 31 ديسمبر 2011.

## المعايير
أعطيت ميدالية حملة العراق لأي فرد من الجيش الأمريكي قام بواجب داخل حدود العراق (أو مياهه الإقليمية) لمدة ثلاثين يومًا متتالية أو ستين يومًا غير متتالي. وقد مُنحت الميدالية بأثر رجعي من 19 مارس 2003 حتى نهاية عملية الفجر الجديد في 31 ديسمبر 2011.
الأفراد الذين شاركوا في قتال مع قوة معادية، أو الجرحى في القتال أو الجرحى نتيجة هجوم إرهابي داخل العراق حصلوا على ميدالية حملة العراق بغض النظر عن عدد الأيام التي قضاها داخل البلاد.
أصدر وزارة الدفاع أمرًا بإنهاء منح ميدالية حملة العراق في 23 أبريل 2012. هذا الأمر ساري المفعول حتى 31 ديسمبر 2011، وهو اليوم الذي انتهت فيه عملية الفجر الجديد.